# 김미정 (번역가)
김미정은 대한민국의 영어 번역가이다. 서울여자대학교 영문과를 졸업하고 동 대학원 박사 과정을 수료한 후 현재 전문 번역가로 활동하고 있다. 한세대학교 통번역학과와 고려대학교 외국어센터 전문 번역가 과정에서 강의했다.  대표적인 번역 작품으로 퍼트리샤 하이스미스의 《캐롤》, J. G. 밸러드의 《크래시》, 댄 시먼스의 《칼리의 노래》, 존 버니언의 《천로역정》 등이 있다.

## 저작
- 퍼트리샤 하이스미스 작품
  - 아내를 죽였습니까(오픈하우스)
  - 이토록 달콤한 고통(오픈하우스)
  - 캐롤(그책)

- J. G. 밸러드 작품
  - 크래시(그책)

- 댄 시먼스 작품
  - 칼리의 노래(오픈하우스)
  - 테러호의 악몽(오픈하우스)